# Pretty Bayou
Pretty Bayou ist ein census-designated place (CDP)  im Bay County im US-Bundesstaat Florida. Das U.S. Census Bureau hat bei der Volkszählung 2020 eine Einwohnerzahl von 2.911 ermittelt.

## Geographie
Pretty Bayou grenzt direkt an die Stadt Panama City und liegt rund 160 km südwestlich von Tallahassee. Der CDP wird von den Florida State Roads 327, 368, 390 und 391 durchquert bzw. tangiert.

## Demographische Daten
Laut der Volkszählung 2010 verteilten sich die damaligen 3206 Einwohner auf 1488 Haushalte. Die Bevölkerungsdichte lag bei 728,6 Einw./km². 91,5 % der Bevölkerung bezeichneten sich als Weiße, 3,1 % als Afroamerikaner, 0,4 % als Indianer und 1,8 % als Asian Americans. 0,8 % gaben die Angehörigkeit zu einer anderen Ethnie und 2,2 % zu mehreren Ethnien an. 3,3 % der Bevölkerung bestand aus Hispanics oder Latinos.
Im Jahr 2010 lebten in 24,4 % aller Haushalte Kinder unter 18 Jahren sowie 38,2 % aller Haushalte Personen mit mindestens 65 Jahren. 70,3 % der Haushalte waren Familienhaushalte (bestehend aus verheirateten Paaren mit oder ohne Nachkommen bzw. einem Elternteil mit Nachkomme). Die durchschnittliche Größe eines Haushalts lag bei 2,36 Personen und die durchschnittliche Familiengröße bei 2,77 Personen.
19,8 % der Bevölkerung waren jünger als 20 Jahre, 17,4 % waren 20 bis 39 Jahre alt, 29,1 % waren 40 bis 59 Jahre alt und 33,7 % waren mindestens 60 Jahre alt. Das mittlere Alter betrug 50 Jahre. 49,6 % der Bevölkerung waren männlich und 50,4 % weiblich.
Das durchschnittliche Jahreseinkommen lag bei 58.864 $, dabei lebten 6,5 % der Bevölkerung unter der Armutsgrenze.
Im Jahr 2000 war Englisch die Muttersprache von 98,91 % der Bevölkerung, französisch sprachen 0,62 % und 0,47 % sprachen spanisch.